# Miha Škedelj
Miha Škedelj (Novo Mesto, 29 maggio 1999) è un cestista sloveno.

## Palmarès
- Coppa di Slovenia: 1

Krka Novo mesto: 2021